# Cửa khẩu Dinh Bà
Cửa khẩu quốc tế Dinh Bà là cửa khẩu quốc tế đường bộ tại vùng đất xã Tân Hộ Cơ, tỉnh Đồng Tháp, Việt Nam 
Cửa khẩu quốc tế Dinh Bà thông thương với cửa khẩu quốc tế Banteay Chakrei (còn viết là Bântéay Chakkrei) ở xã Banteay Chakrei huyện Preah Sdach tỉnh Prey Veng, Campuchia  10°57′59″B 105°25′25″Đ / 10,966396°B 105,423558°Đ.
Cửa khẩu quốc tế Dinh Bà là điểm cuối của Quốc lộ 30 tại Km 120.
Ngày 13 tháng 12 năm 2021, UBND tỉnh Đồng Tháp ban hành Quyết định số 1888/QĐ-UBND.HC về việc công nhận khu Cửa khẩu quốc tế Dinh Bà đạt tiêu chí đô thị loại V.